# مردم فلسطینی

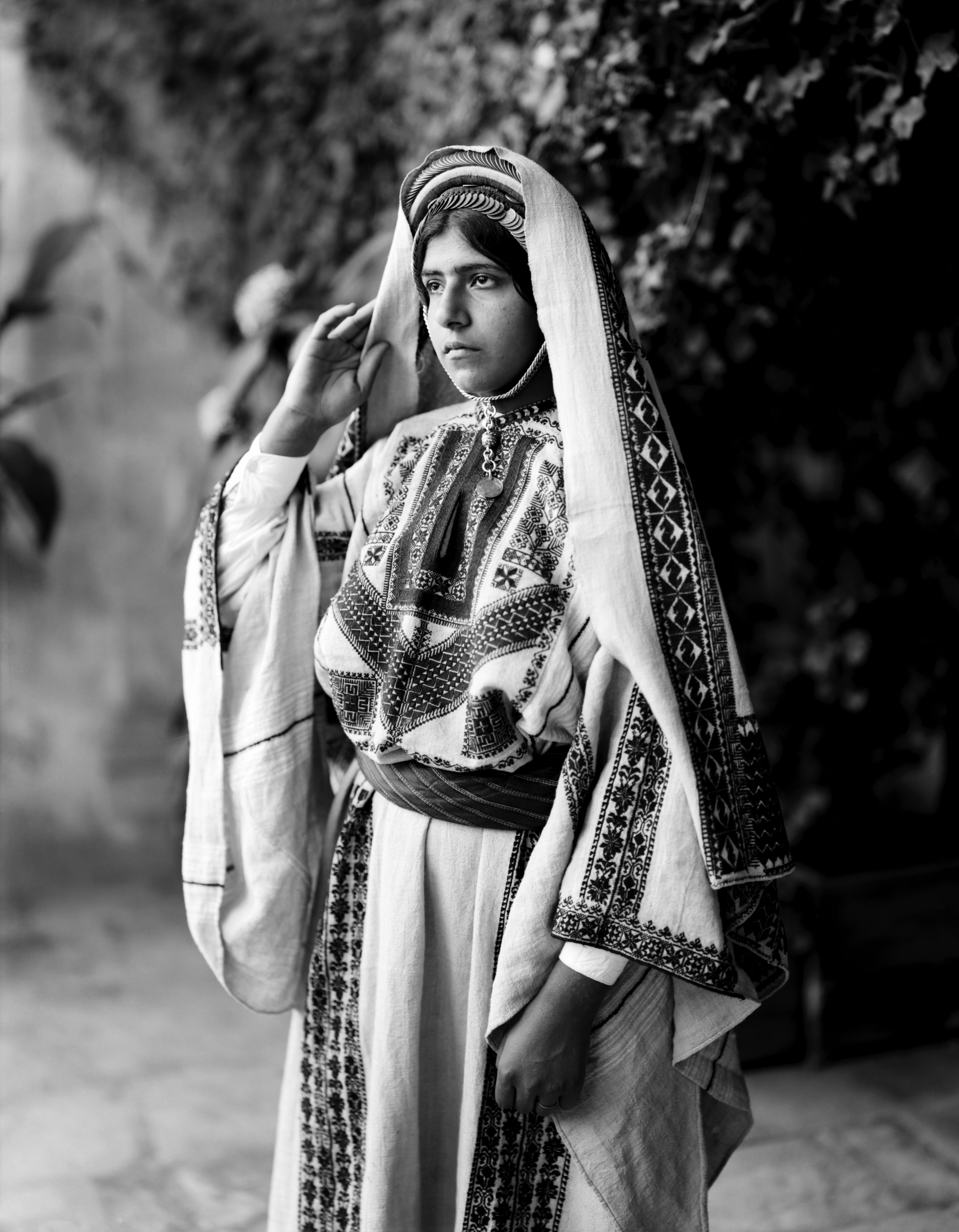
نگاره‌ای قدیمی از یک زن اهل رام‌الله در پوشش سنتی فلسطینی در حدود ۱۸۹۸–۱۹۱۴ میلادی. پوشش سنتی فلسطینی منعکس‌کننده وضعیت اقتصادی اجتماعی، وضعیت تأهل و شهر و اصل و نسب زن بود و ناظر آگاه می‌توانست چنین اطلاعاتی را از جنس، رنگ، برش و نقوش یک لباس زنانه دریابد.

مردم فلسطینی یا فلسطینی‌ها (به عربی: الفلسطينيون)، بازماندگان امروزیِ مردمی هستند که در طول تاریخ در سرزمین فلسطین می‌زیستند و اکثراً از لحاظ زبانی و فرهنگی عرب به حساب می‌آیند. علی‌رغم تمامی جنگ‌ها و مهاجرت‌ها، تقریباً نیمی از فلسطینی‌های جهان هنوز در نواحی کرانه باختری رود اردن، نوار غزه و اسرائیل زندگی می‌کنند. بنا به گزارش‌های سال ۲۰۰۴ فلسطینی‌ها ۴۹٪ ساکنان این نواحی چندگون را تشکیل می‌دهند که شامل تمامی ساکنان نوار غزه (۱٫۶ میلیون نفر)، عمده ساکنان کرانه باختری رود اردن (تقریباً ۲٬۳ میلیون نفر) و ۱۶٫۵٪ ساکنان اسرائیل که با عنوان شهروندان عرب اسرائیل شناخته می‌شوند، می‌شود. که بسیاریشان از آوارگان فلسطینی هستند که ۱ میلیون در غزه، سه چهارم میلیون در کرانه باختری و یک چهارم میلیون در اسرائیل هستند. از فلسطینی‌هایی که در خارج از فلسطین هستند و با عنوان پناهندگان فلسطینی شناخته می‌شوند، نیمی شان بی وطنند و شهروند هیچ کشوری نیستند. ۲٫۶ میلیون از پناهندگان در کشور همسایه اردن هستند و تقریباً نیمی از جمعیت آن را تشکیل می‌دهند. یک و نیم میلیون در سوریه و لبنان، یک چهارم میلیون در عربستان سعودی و نیم میلیون در شیلی (که بیشترین جمعیت در خارج از جهان عرب به حساب می‌آید) هستند.
بررسی‌های ژنتیکی نشان می‌دهد که جمعیت عمده مسلمانان ساکن فلسطین، از جمله شهروندان عرب اسرائیل، فرزندان مسیحیان، یهودیان و دیگر ساکنان جنوب شام هستند که حضورشان به در منطقه به دوران پیش از تاریخ می‌رسد. یک تحقیق با کیفیت بالا بر روی هاپلوتیپها نشان داده است که بخش قابل توجهی از کروموزم‌های Y یهودیان (۷۰٪) و مسلمانان عرب فلسطینی (۸۲٪) به یک خزانه کروموزومی تعلق دارد. تصرف‌های مسلمانان در قرن هفتم میلادی سبب شد که جمعیت عمده‌ای از فلسطینی‌ها تغییر دین دهند و مسلمان سنی شوند، با این حال عده قابل توجهی مسیحی هستند، همچنان‌که دروزیها و جامعه کوچکی از سامریان نیز موجودند. با اینکه فلسطینی‌های یهودی تا قبل از ایجاد کشور اسرائیل بخشی از فلسطین را تشکیل می‌دادند، امروزه تعداد کمی از آنان هویت فلسطینی دارند. فرهنگ پذیری، مستقل از مسلمان شدن یا نشدن، سبب شده که فلسطینی‌ها امروزه از لحاظ زبانی و فرهنگی عرب باشند. فلسطینی‌ها فارغ از اینکه چه دینی دارند به گویش فلسطینی از زبان عربی تکلم می‌کنند. بسیاری از شهروندان عرب اسرائیل عبری را به عنوان زبان دوم می‌دانند و آن را روان صحبت می‌کنند.
تاریخچه هویت ملی متمایز فلسطینی محل مناقشه میان محققان است. عصاف لیخوفسکی تاریخ‌شناس حقوق می‌گوید نظر غالب این است که هویت فلسطینی از دهه‌های اول قرن بیستم سرچشمه می‌گیرد. فلسطینی به مفهوم ملت فلسطین تا پیش از جنگ جهانی اول توسط عرب‌های فلسطین به صورت محدود به کار برده می‌شده. نخستین تقاضا برای استقلال ملی شام در تاریخی ۲۱ سپتامبر ۱۹۲۱ توسط کنگره سوری-فلسطینی بیان شد. پس از تأسیس کشور اسرائیل، موج اول پناهندگان در ۱۹۴۸ و بیشتر از آن پس از موج دوم پناهندگان در ۱۹۶۷، این واژه نه تنها تعلق به یک سرزمین را بلکه حسی از گذشته و آینده مشترک در یک کشور فلسطینی را می‌رساند.